# Brachynervus kulingensis
Brachynervus kulingensis là một loài tò vò trong họ Ichneumonidae.